# Концевич, Иван Михайлович
Иван Михайлович Концевич (19 октября 1893, Варшава — 6 июля 1965, Сан-Франциско) — российский церковный историк, публицист, общественный деятель русской эмиграции. Брат епископа Нектария (Концевича).

## Биография
Иван Концевич родился 19 октября 1893 года в семье податного инспектора в Варшаве. Затем семья переселилась в Прибалтику, а через несколько лет в Полтаву.
Учился на математическом факультете Харьковского университета. В 1916 году посетил Оптину пустынь, находился под духовным руководством оптинских старцев. Был участником Гражданской войны в составе Белой армии. В 1920 году эмигрировал в Турцию, где находился в военном лагере Галлиполи; там окончил военно-инженерное училище.
Некоторое время спустя Иван Михайлович Концевич переехал во Францию, где занимался физическим трудом, одновременно завершая высшее образование. Окончил физико-математический факультет Сорбонны (1930), дипломированный специалист по электрификации. Работал инженером-электриком на юге Франции.
Окончил Свято-Сергиевский православный богословский институт в Париже (1948; кандидатская работа на тему «Стяжание Духа Святого в путях древней Руси»).
В 1952 году переехал в США, был прихожанином Русской православной церкви за рубежом. Преподавал патрологию в Свято-Троицкой духовной семинарии в городе Джорданвилле.
Иван Михайлович Концевич умер 6 июля 1965 года.

## Исследовательская деятельность
Основные труды посвящены истории русского монашества — как в Древней Руси, так и в новое время. Значительное внимание уделял характеристике духовных традиций в русской церкви. В книге о стяжании Духа Святого попытался осветить сущность подвига трезвения и духовной молитвы, приводящих к Богообщению, и связанного с этим подвигом благодатного старчества, как руководящего начала. Сочетал богословские и исторические исследования с тем, чтобы показать, как «умное делание» развивалось в древнем монашестве на Востоке, а также и в России в X—XVII веках. Книга об Оптиной пустыни, подготовленная к печати его вдовой, составлена на основе уникальных материалов, писем оптинских старцев, воспоминаний современников. Считал, что старчество — это древнее пророческое служение церкви.
Основные труды И. М. Концевича были переизданы в России в 1990-е годы.

## Семья
Был женат на Елене Юрьевне (1893—1989), урождённой Карцовой, религиозной писательнице, племяннице Сергея Нилуса.
Елена Концевич с 1919 года была связана с ультраправыми кругами русской эмиграции (в частности, Федором Винбергом и Петром Шабельским-Борком), а в 1930-е годы сотрудничала в Мировой службе — антисемитском агентстве под эгидой Альфреда Розенберга. В ходе Бернского процесса 1934 года относительно подлинности Протоколов сионских мудрецов, предоставила в суд «аутентичные» бумаги Нилуса, якобы подтверждающие её.

## Труды
- Стяжание духа святого в путях Древней Руси, 1952.
- Иеросхимонах Нектарий, последний оптинский старец. Джорданвилль, 1953.
- Истоки душевной катастрофы Л. Н. Толстого. Мюнхен, 1960.
- Оптина Пустынь и ея время. Джорданвилль, 1970. (М., 1995; Минск, 2006).
- The Nortern Thebaid. Platina, 1976.
- Концевич И. М. Стяжание Духа Святого. / Отв. ред. О. А. Платонов. — М.: Институт русской цивилизации, 2009. — 864 с. ISBN 978-5-902725-43-5